# Konfrontasi
Notes
36 civils tués et 53 blessés

La Confrontation indonésio-malaisienne (appelée Konfrontasi en indonésien) opposa de 1962 à 1966 la Malaisie, soutenue par les Britanniques, à l'Indonésie, sur le statut de la partie Nord de l'île de Bornéo, c'est-à-dire le sultanat du Brunei et les États malaisiens de Sabah et Sarawak. Singapour a fait partie de la fédération de Malaisie de 1963 à 1965.

## Contexte historique
En 1606, la VOC (Vereenigde Oostindische Compagnie ou Compagnie néerlandaise des Indes orientales) ouvre un comptoir dans le sultanat malais de Banjarmasin sur la côte Sud de Bornéo. Le déclin de la VOC à la fin du XVIIIe siècle permet une renaissance des réseaux commerciaux asiatiques, musulmans et chinois, favorisant le développement de Banjarmasin.
À la fin des guerres napoléoniennes, les deux puissances européennes présentes en Asie du Sud-Est, l'Angleterre et les Pays-Bas, renouent avec leurs visées expansionnistes. Sous prétexte de lutter contre ce qu'ils qualifient de « pirates malais », les Néerlandais attaquent les sultanats de Bornéo, qui doivent céder des territoires. 
Le traité de Londres de 1824, signé entre les Anglais et les Néerlandais, accorde à ces derniers le contrôle des territoires revendiqués par les Européens au sud de Singapour, fondée en 1819 par Thomas Stamford Raffles. Le monde malais se retrouve coupé en deux.
Dans les années 1840 un aventurier anglais, James Brooke, se met au service du sultan du Brunei dans le Nord de Bornéo, objet d'attaques de pirates et de rébellions de populations de l'intérieur. Le sultan nomme Brooke rajah, c'est-à-dire vice-roi du territoire de Sarawak. Les Néerlandais y voient une menace pour leurs propres visées expansionnistes et signent des traités avec les États des côtes ouest, sud et est de Bornéo qui échappent encore à leur contrôle. En 1865, le sultan du Brunei cède en bail le territoire de Sabah dans le nord de l'île à une société privée qui deviendra la North Borneo Chartered Company. Le Brunei devient lui-même protectorat britannique en 1906.
Les Indes orientales néerlandaises proclament leur indépendance en 1945 et prennent le nom de république d'Indonésie. En 1957, les États de la péninsule Malaise obtiennent l'indépendance sous le nom de fédération de Malaisie. De 1959 à 1962, les Britanniques, la Malaisie et les colonies britanniques de Singapour, Sabah et Sarawak négocient en vue d'une intégration des trois colonies dans une fédération élargie.
Ce projet est dénoncé par le président indonésien Soekarno, qui déclare qu'il est favorable à l'Accord de Manille, et que la Malaisie est une création fantoche des Britanniques qui vise à accroître leur contrôle sur la région, menaçant l'Indonésie. De leur côté, les Philippines revendiquent Sabah, sous prétexte que ce territoire avait appartenu au sultanat de Sulu au XVIIIe siècle. Les deux pays s'appuient sur une opinion anti-fédération répandue au Sarawak et au Brunei.
Au Brunei, une révolte éclate le 8 décembre 1962, soutenue par l'Indonésie. Les membres d'une « armée nationale de Kalimantan Nord » (TNKU) tentèrent de s'emparer de la personne du sultan Omar Ali Saifuddin III, de prendre le contrôle des champs pétrolifères et de prendre des otages européens. Le sultan s'échappa et demanda l'assistance des Britanniques. Des troupes britanniques et gurkha stationnées à Singapour lui furent envoyées. Le 16 décembre, le commandement britannique d’Extrême-Orient déclara que tous les principaux foyers rebelles avaient été occupés, et le 17 avril 1963, le commandant des rebelles fut capturé et la rébellion prit fin.
Les Philippines et l'Indonésie acceptèrent l'idée de la formation de la Malaisie sous condition qu'une majorité des habitants de la région concernée se prononce en faveur de cette option lors d'un référendum organisé par les Nations unies,. Néanmoins, le 16 septembre, avant que les résultats du vote ne fussent connus, le gouvernement malaisien annonça que la fédération serait créée, présentant la décision comme une question interne, ne nécessitant pas de consultation. Le gouvernement indonésien vit cette décision comme une promesse rompue et une preuve de l'interventionnisme britannique.
Soekarno était un ardent partisan du rattachement de la partie occidentale de la Nouvelle-Guinée à l'Indonésie, mais non du Timor oriental. Il semble que Soekarno souhaitait voir la création, dans le nord de Bornéo, d'un État dont la vision géopolitique serait alignée sur les positions anticolonialiste et anti-impérialiste de Jakarta, et dans lequel il trouverait un allié. Soekarno a à plusieurs reprises déclaré, notamment dans au moins quatre discours publics, entre 1963 et 1964, que l'Indonésie n'avait pas d'ambition territoriale sur le nord de Bornéo, et que les aspirations territoriales indonésiennes avaient été satisfaites avec le « retour », dans le giron indonésien, de la partie occidentale de la Nouvelle-Guinée en janvier 1963.
L'opposition locale et les sentiments à l'égard du projet de fédération de Malaisie ont souvent été sous-estimés dans la littérature sur la révolte du Brunei et la confrontation indonésio-malaisienne qui l'a suivie. En fait, les forces politiques au Sarawak attendaient depuis longtemps l'indépendance, d'abord promise puis avortée, par le dernier rajah blanc du Sarawak, Charles Vyner Brooke, de retour en 1946.
Le mouvement anti-cession, principalement malais, qui rejeta la prise de contrôle britannique sur le Sarawak en 1946 et fut même accusé d'avoir organisé l'assassinat de Duncan Stewart, le deuxième haut commissaire britannique au Sarawak, pourrait avoir été le prédécesseur du mouvement d'opposition à la Malaisie, mené par Ahmad Zaidi, qui se développa, plus tard, au Sarawak. Toutefois, des documents publiés en mars 2011 ont révélé que le gouvernement britannique savait que le mouvement anti-cession n'était pas impliqué dans l'assassinat du gouverneur Duncan Stewart. Il avait cependant jugé préférable de ne pas le révéler. En 2013, le Haut-Commissariat britannique en Malaisie présenta des excuses au nom de la Grande-Bretagne, coupant court à toute mise en cause du leader de ce mouvement, le Rajah muda Anthony Brooke.
La gauche et les cellules communistes, qui prirent rapidement de l'importance au sein des communautés chinoises à partir des années 1950 – qui devinrent plus tard le noyau de l'Armée populaire du Kalimantan Nord (PARAKU) et des Forces de guérilla populaires du Sarawak (PGRS), anti-malaisiennes – soutiennent et propagent l'idée de l'unification de tous les territoires britanniques de Bornéo pour former un État indépendant de gauche, une idée initialement proposée par le Dr Azhari, dirigeant du Parti populaire du Brunei, qui avait tissé des liens avec le mouvement nationaliste de Soekarno, en compagnie d'Ahmad Zaidi, qui vivait à Java depuis les années 1940. L'idée d'un « Kalimantan Nord » était perçue comme une autre possibilité par l'opposition locale contre le projet de fédération de Malaisie. Cette opposition reposait principalement sur les différences économiques, politiques, historiques et culturelles entre les États de Bornéo et la péninsule Malaise, et le refus d'une domination politique de la Péninsule.
Le Dr Azhari et Ahmad Zaidi partirent en exil en Indonésie au cours de la Confrontation. Alors que Zaidi rentra au Sarawak et tenta de retrouver son statut politique, Azhari resta en Indonésie jusqu'à sa mort en 2001.

## Chronologie du conflit

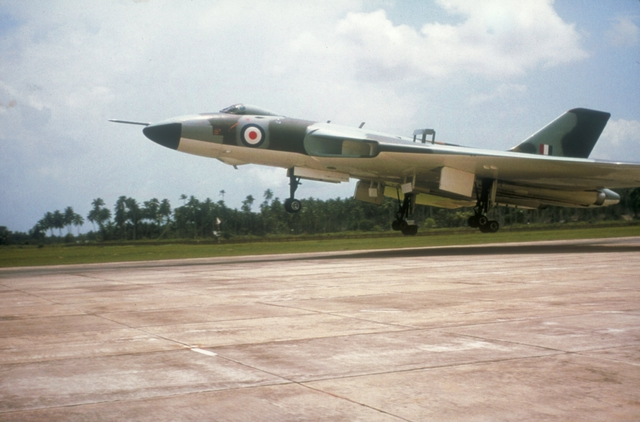
Un Avro Vulcan de la RAF sur la base aérienne de Butterworth en 1965. Déployé en 1962 et 1966, ils ne participèrent à aucun combat, leur présence étant purement dissuasive.

Le 20 janvier 1963, le ministre indonésien des affaires étrangères, Subandrio, annonça que l'Indonésie poursuivrait une politique de Konfrontasi envers la Malaisie. Le 12 avril, des « volontaires » (sukarelawan) indonésiens (en fait, des soldats indonésiens) commencèrent à pénétrer au Sarawak et à Sabah, se livrant à des attaques et des actions de sabotage et de propagande. Le 27 juillet, Soekarno déclara qu'il allait « écraser la Malaisie » (en indonésien « Ganyang Malaysia »). Le 16 août, des soldats de la brigade gurkha affrontèrent des éléments irréguliers indonésiens.
Dans le même temps, les Philippines n'engagèrent pas d'action armée, mais rompirent leurs relations diplomatiques avec la Malaisie.
La fédération de Malaisie est formellement créée le 16 septembre 1963. Le Brunei décide de ne pas la rejoindre, et Singapour s'en séparera en 1965.
Les tensions s'exacerbèrent des deux côtés du détroit de Malacca. Deux jours plus tard, des émeutiers incendièrent l'ambassade britannique à Jakarta. Plusieurs centaines de manifestants mirent à sac l'ambassade de Singapour à Jakarta et les maisons de diplomates singapouriens. En Malaisie, des agents indonésiens furent capturés et la foule attaqua l'ambassade indonésienne à Kuala Lumpur.
Le long de la frontière dans la jungle de Bornéo se déroulaient des combats. Des soldats de l'armée indonésienne et des irréguliers tentèrent sans succès d'occuper Sarawak et Sabah. Le 28 septembre 1963, les Indonésiens menèrent une attaque réussie, bien que de faible importance stratégique, contre le village de Long Jawe, réduisant pratiquement toute la garnison de fusiliers gurkha. Au début de 1964, les attaques indonésiennes réussirent à rendre la route stratégique Tebedu-Serian-Kuching peu sûre pendant des mois. D'autres raids aériens de faible envergure furent lancées sur des populations civiles des hautes terres des Kelabit. Un groupe d'Indonésiens en route pour la petite ville de Song fut capturé par les habitants et remis aux autorités malaisiennes en avril 1964.
En 1964, les troupes indonésiennes commencèrent à attaquer des zones de la péninsule Malaise. En août, 16 agents indonésiens armés furent capturés à Johor. Les actions de l'armée régulière indonésienne à travers la frontière augmentèrent également. La Royal Navy britannique déploya, dans la région, de nombreux bâtiments de guerre, y compris des porte-avions, afin de défendre la Malaisie. La Royal Air Force déploya également de nombreux escadrons aériens. Les forces terrestres du Commonwealth — 18 bataillons, y compris des éléments de la brigade gurkha — et trois bataillons malaisiens, participèrent également au conflit. Les troupes du Commonwealth étaient très étirées et devaient s'appuyer sur les postes frontières et une reconnaissance de l'infanterie légère et de deux unités de commando des Royal Marines. Leur principale mission était d'empêcher d'autres incursions indonésiennes en Malaisie.
Le 17 août, des parachutistes indonésiens sautèrent sur la côte sud-ouest de Johor et tentèrent d'établir des groupes de guérilla. Le 2 septembre, d'autres parachutistes sautèrent sur Labis, Johor. Le 29 octobre, 52 soldats débarquèrent à Pontian entre Johor et Malacca et furent capturés par des membres de l'armée néo-zélandaise.
Lorsque les Nations unies acceptèrent la Malaisie comme membre non-permanent du Conseil de sécurité, Soekarno retira l'Indonésie des Nations unies et tenta de former la Conférence des Nouvelles Forces Émergentes (Conefo) comme alternative.
En janvier 1965, après de nombreuses requêtes malaisiennes, l'Australie accepta d'envoyer des troupes à Bornéo. Le contingent de l'armée australienne comprenait le 3e bataillon du Royal Australian Regiment et le Special Air Service Regiment (en). Il y avait alors déjà 14 000 membres des forces britanniques et du Commonwealth à Bornéo. Selon la politique officielle, les troupes du Commonwealth n'étaient pas autorisées à poursuivre les assaillants en territoire indonésien. Néanmoins, des unités telles les Special Air Service britanniques et australiens le firent en secret (voir Opération Claret). Le gouvernement australien admit ces incursions en 1996. En avril 1964, le gouvernement britannique autorisa ses troupes à franchir la frontière et à poursuivre l'ennemi dans la limite de 3 000 yards (environ 2 700 m) en territoire indonésien. En janvier 1965, cette distance fut portée à 10 000 yards (9 000 m). Il existe également des preuves de l'aide apportée secrètement par les Malaisiens et les Britanniques à des groupes rebelles indonésiens à Sumatra et à Sulawesi, pour affaiblir la campagne de confrontation menée par Soekarno.
Le 10 mars 1965, des saboteurs indonésiens menèrent l'attentat de la maison MacDonald à Singapour, tuant 3 personnes et en blessant 33.
Mi-1965, le gouvernement indonésien commença à faire ouvertement appel à l'armée. Le 28 juin, celle-ci franchit la frontière pour pénétrer dans l'île de Sebatik près de Tawau dans l'est de Sabah, et se heurta à ses défenseurs.
Il fut plus tard révélé que le manque de succès des attaques indonésiennes pourrait aussi être attribué à un consensus secret parmi les dirigeants de l'armée indonésienne, qui a reçu une aide militaire des États-Unis jusqu'en 1965, pour volontairement calmer le jeu sur le terrain. Les meilleurs éléments de l'armée indonésienne ne furent même jamais envoyés à Bornéo. Une opinion est que l'armée, avec le soutien des États-Unis et des Britanniques, était secrètement retenue à Java et préparait un coup qui mettrait fin au conflit et permettrait l'élimination de Soekarno. On sait que le « mouvement du 30 septembre 1965 » mené par des officiers de gauche servira de prétexte à la prise du pouvoir par le général Soeharto. 
On notera également le fait que, durant la phase de conflit ouvert, un certain nombre d'officiers indonésiens suivaient un entraînement militaire en Australie. Un autre facteur dans l'échec de la stratégie de la Confrontation fut l'usage du renseignement. La Grande-Bretagne était parvenue à casser les codes de chiffrement utilisés par les  militaires et les diplomates indonésiens et était capable d'intercepter et de décrypter les communications depuis la station d'écoute du Government Communications Headquarters (GCHQ) situé à Singapour. Ces renseignements furent utilisés pour préparer l'opération Claret à travers la frontière. 

### Opérations psychologiques britanniques
Les rôles du Foreign Office britannique et du Secret Intelligence Service (MI6) a également été révélé dans une série d'articles de Paul Lashmar et Oliver James parus dans le quotidien The Independent à partir de 1997. Ces révélations ont été également mises en lumière par des journaux traitant de l'histoire militaire et de celle des services de renseignements. 
Les révélations incluent les déclarations, faites par une source anonyme du Foreign Office, selon lesquelles la décision de provoquer la chute du président Soekarno fut prise par le premier ministre Harold Macmillan puis mise en œuvre sous le premier ministre Harold Wilson. Selon ces articles, le Royaume-Uni commença à s'alarmer à partir de l'annonce de la politique de Konfrontasi. Il a été affirmé qu'un mémorandum de la CIA datant de 1962 indiquait que Macmillan et le président des États-Unis John F. Kennedy s'inquiétèrent de plus en plus de la possibilité que la Confrontation avec la Malaisie s'étende, et s'accordèrent pour « liquider le président Soekarno, en fonction de la situation et des occasions ». Néanmoins, les preuves documentaires présentées n'appuient pas cette thèse.
Dans le but d'affaiblir le régime, l'Information Research Department (IRD) du Foreign Office coordonna des opérations psychologiques, de concert avec les militaires britanniques, afin de diffuser de la propagande noire présentant le Parti communiste indonésien (PKI), les Indonésiens d'origine chinoise et Soekarno sous un jour peu flatteur. Ces efforts visaient à reproduire le succès de la campagne d'opérations psychologiques britanniques lors de l'état d'urgence en Malaisie.
Ces efforts furent coordonnés depuis le Haut Commissariat britannique à Singapour, d'où la BBC, Associated Press (AP) et le New York Times écrivaient leurs reportages sur le conflit en Indonésie. Selon Roland Challis, le correspondant de la BBC en poste à Singapour durant cette période, les journalistes subissaient d'autant plus la manipulation de l'IRD, du fait que Soekarno refusait obstinément d'autoriser leur séjour en Indonésie : « Curieusement, en maintenant les correspondants à l'extérieur du pays, Soekarno en faisait des victimes des canaux d'information officiels, car la seule information pratiquement disponible provenait de l'ambassadeur britannique à Jakarta. »
Ces manipulations incluaient l'information diffusée par la BBC selon laquelle les communistes envisageaient de massacrer les citoyens de Jakarta, accusation uniquement fondée sur un faux fabriqué par Norman Reddaway, un expert en propagande de l'IRD. Par la suite, celui-ci se vanta, dans une lettre à l'ambassadeur britannique à Jakarta, Sir Andrew Gilchrist, que ce faux « fit le tour du monde » et « revint presque instantanément en Indonésie par la BBC ». Gilchrist lui-même informa le Foreign Office le 5 octobre 1965 : « Je ne vous ai jamais caché ma conviction selon laquelle une petite fusillade en Indonésie serait un préliminaire essentiel à un changement effectif. »
Dans l'édition du 16 avril 2000 de l’Independent, Sir Denis Healey, secrétaire d'État à la Défense au moment de la guerre, confirma que l'IRD était actif à l'époque. Il nia officiellement un quelconque rôle du MI6, ainsi qu’« avoir eu personnellement connaissance » du fait que les Britanniques armaient des éléments de l'aile droite de l'armée, bien qu'il ajoutât que dans l'éventualité où un tel plan eût existé, il l'aurait « certainement soutenu ».
Bien que le MI6 britannique fût fortement impliqué dans cette affaire avec l'usage de l'Information Research Department, considéré comme un service du MI6, le gouvernement britannique nie officiellement tout rôle du MI6, quel qu'il fût. Les documents relatifs à ce rôle éventuel doivent encore être déclassifiés par le Cabinet Office (The Independent, 6 décembre 2000).

## Fin de la confrontation
En 1965, le général Soeharto parvient au pouvoir en Indonésie, dans la foulée de la répression d'un coup d'État manqué mené par des officiers de gauche. Le nouveau pouvoir indonésien se désintéresse du conflit. Le 28 mai 1966, lors d'une conférence à Bangkok, les gouvernements malaisien et indonésien déclarent la fin des hostilités. Les combats cessent en juin, et un traité est signé le 11 août et ratifié deux jours plus tard.

## Effets du conflit
L'un des impacts durable du conflit est la suspension des élections des gouvernements locaux en Malaisie. Désormais, les maires ne sont plus élus, mais nommés par le gouvernement de l'État.
Aussi, l'unification du monde malais en un seul pays, assez populaire avant 1960, n'est plus d'actualité après 1965. L'effet le plus visible semble être le renforcement des nationalismes indonésiens et malaisiens. 
En 1965, Singapour, territoire majoritairement peuplé de Chinois, se détache de la Malaisie, et devient indépendant, ce qui implique des tensions avec les minorités. Les frontières coloniales, établies pendant la colonisation, sont conservées.